# Acharia (djur)
Acharia är ett släkte av fjärilar som beskrevs av Jacob Hübner 1819. Acharia ingår i familjen snigelspinnare, Limacodidae.

## Dottertaxa tillAcharia, i alfabetisk ordning[1][2]
- Acharia argentata Wetherby, 1875
- Acharia brunnus (Cramer, 1777)
- Acharia stimulea (Clemens, 1860), Arekasnigelspinnare